# Danito Nhampossa
Daniel Pedro João Nhampossa (Lourenço Marques, 20 de março de 1970) é um ex-futebolista e treinador de futebol moçambicano que atuava como meio-campista. Representou seu país em uma edição da Copa Africana de Nações, em 1996.

## Carreira
Como jogador, Nhampossa atuou por mais tempo no Ferroviário de Maputo, entre 1996 e 2007, sendo pentacampeão nacional e vencedor da Taça de Moçambique em 2004. Jogou ainda por Atlético Muçulmano e HCB do Songo entre 2008 e 2010, quando se aposentou.

## Seleção Moçambicana
Com a camisa da Seleção Moçambicana, atuou 16 vezes entre 1997 e 2008, tendo atuado na Copa Africana de Nações de 1996, não entrando em campo.

## Treinador
Já aposentado, virou treinador em 2011, comandando o Desportivo da Matola. Voltaria ao Ferroviário de Maputo no ano seguinte, desta vez como auxiliar-técnico, sendo promovido ao comando dos Locomotivas em 2013 e regressando à função de assistente em 2014.
Nhampossa ainda teve passagens por Clube de Gaza (2015), Incomáti de Xinavane (2017) e Sporting de Nampula, em 2018, deixando o cargo após uma única vitória pelo clube.

## Títulos
Ferroviário de Maputo
- Moçambola: 5 (1996, 1997, 1998–99, 2002 e 2005)
- Taça de Moçambique: 1 (2004)

## Links
- Estatísticas de Danito Nhampossa (em inglês)